# NGC 2981
NGC 2981 (другие обозначения — UGC 5208, MCG 5-23-32, ZWG 152.62, PGC 27925) — спиральная галактика в созвездии Льва. По всей видимости, открыта Иоганном Пализой в 1886 году.
Этот объект входит в число перечисленных в оригинальной редакции «Нового общего каталога».